# Hulin
Hulin är en stad på häradsnivå som lyder under Jixis stad på prefekturnivå i Heilongjiang-provinsen i nordöstra Kina. Den ligger omkring 500 kilometer öster om provinshuvudstaden Harbin.
Orten är belägen vid Ussuri-floden, på gränsen till Primorskij kraj i Ryssland. I mars 1969 blev Zhenbao Dao, en ö i Ussuri, skådeplats för våldsamma sammanstötningar mellan Folkets befrielsearmé och Röda armén.